# Atentado de julho de 2016 em Munique
Em 22 de julho de 2016, três tiroteios ocorreram no shopping Olympia-Einkaufszentrum, no distrito Moosach de Munique, Alemanha. Segundo um porta-voz da polícia, várias pessoas foram feridas e mortas.
O tiroteio começou em uma lanchonete McDonald's próxima do shopping. As autoridades informaram que o responsável era um único atirador de 18 anos, de ascendência germano-iraniana, que suicidou-se mais tarde.
O tiroteio aconteceu apenas oito dias após outro ataque terrorista em Nice, na França. De acordo com a policia alemã, o atirador não tinha relações com o Estado Islâmico do Iraque e do Levante e teria agido sozinho.
Foi o maior atentado em Munique desde o Atentado contra atletas israelenses em 1972, quando terroristas da Organização Setembro Negro invadiram a vila olímpica e assassinaram atletas israelenses, tal atendado paralisou os Jogos Olímpicos de Munique.

## Eventos
Os tiroteios foram ouvidos às 17h52min (hora local) em um restaurante McDonald's próximo ao centro comercial Olympia-Einkaufszentrum. Mais tarde, foi emitido um aviso para que se evitasse transitar pela avenida Karlsplatz/Stachus, em Munique, onde a mídia alemã informava haver vários tiroteios. Os motoristas foram orientados a não embarcar quaisquer passageiros. Mais tarde, a polícia negou a existência de uma cena de crime na Karlsplatz/Stachus. As pessoas de Munique foram orientadas a permanecerem em casa.
Os serviços de metrô, de ônibus e de parte da linha de trens elétricos S-Bahn foram interrompidos. A estação central de Munique foi evacuada e todas as linhas de trem chegando ou partindo da cidade foram canceladas. Os trens regionais e inter-urbanos interromperam as suas operações de chegada ou partida da região onde ocorreram os tiroteios. A Deutsche Bahn ofereceu trens de alojamento para viajantes e turistas retidos, onde estes podem buscar abrigo.
O atirador foi identificado como Ali David Sonboly, um morador de Munique de descendência iraniana.
Ele Nasceu e Cresceu em Munique em 20 de Abril de 1998 e segundo a polícia ele não tinha antecedentes criminais.
O Ministro do Interior Alemão, disse que os pais de Sonboly sao muçulmanos xiitas do Irão que vieram para a Alemanha, como solicitantes de asilo na década de 1990. Ele tinha depressão e mostrava admiração pelos atentados de 22 de julho de 2011 na Noruega e pelo tiroteio escolar de Winnenden, que ocorreu em 11 de março de 2009. Ele comprou a arma no Deep Web, tenho utilizado o nome Maurächer para fazer a seguinte postagem em 2015 "Olá,estou à procura de uma Glock 17 (18, 21) Gen 3 (4) com pelo menos 250 balas e se possível alguns carregadores extra. Deve ser vendido através do Serviço de Escrow. O preço deve ser algo entre 2300 - 2600 euros, mas o preço final será decidido pelo vendedor." Ele acabou por comprar a Glock 17, foi uma arma reactivada utilizado dinheiro que recebeu pelo seu trabalho como entregador de jornais. Ele tinha diversas contas no Steam que tinham como nomes FSFlighterX, † NΞΘ† GҽR†, Hass, Rage16 e  Amoklauf, sendo nestas contas ele jogava jogos como Counter Strike